# Steinbach (Schwäbisch Hall)

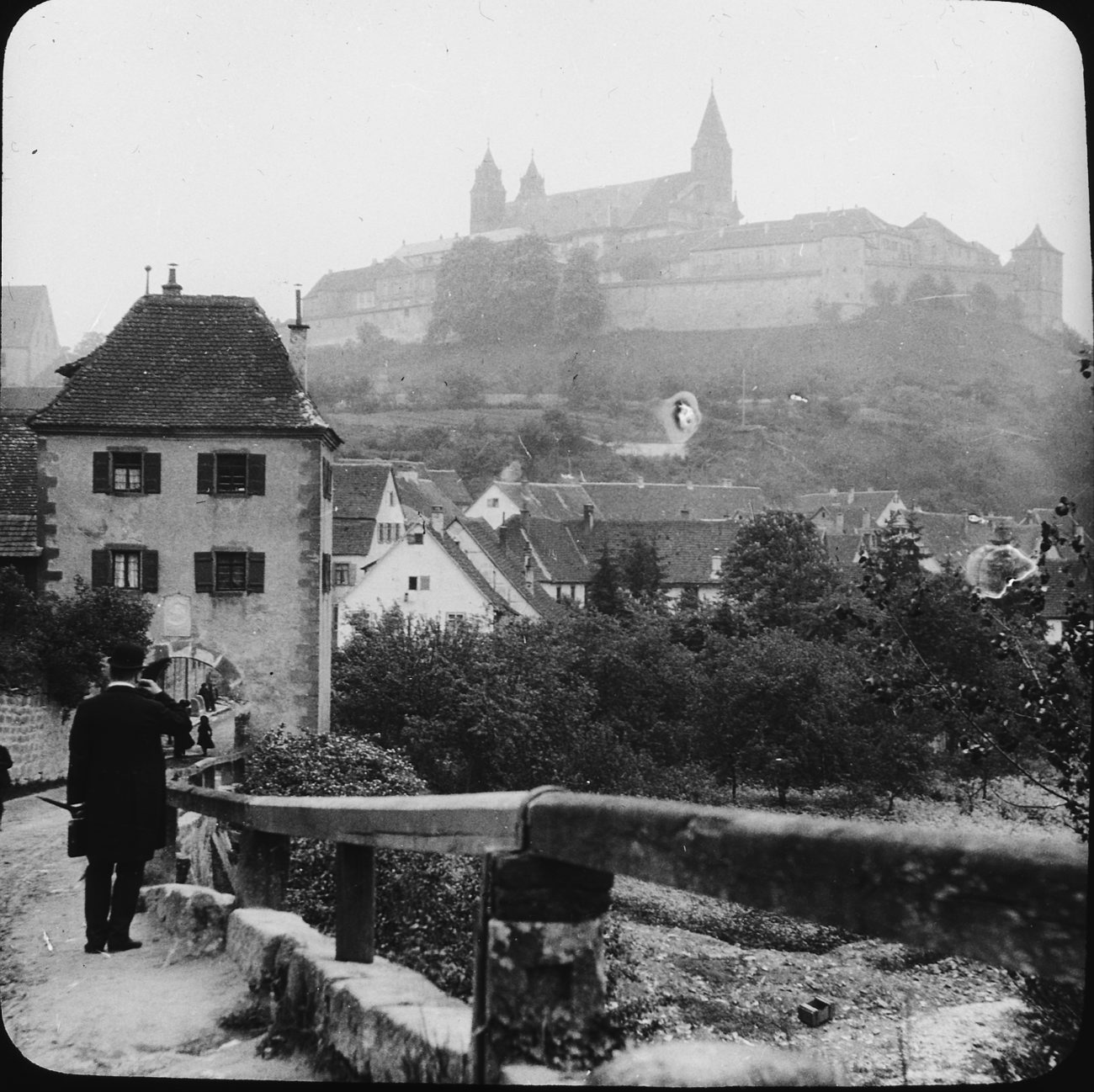
Blick von Nordosten auf Steinbach mit der Großcomburg aus der Unterlimpurger Straße, Fotografie, 1911

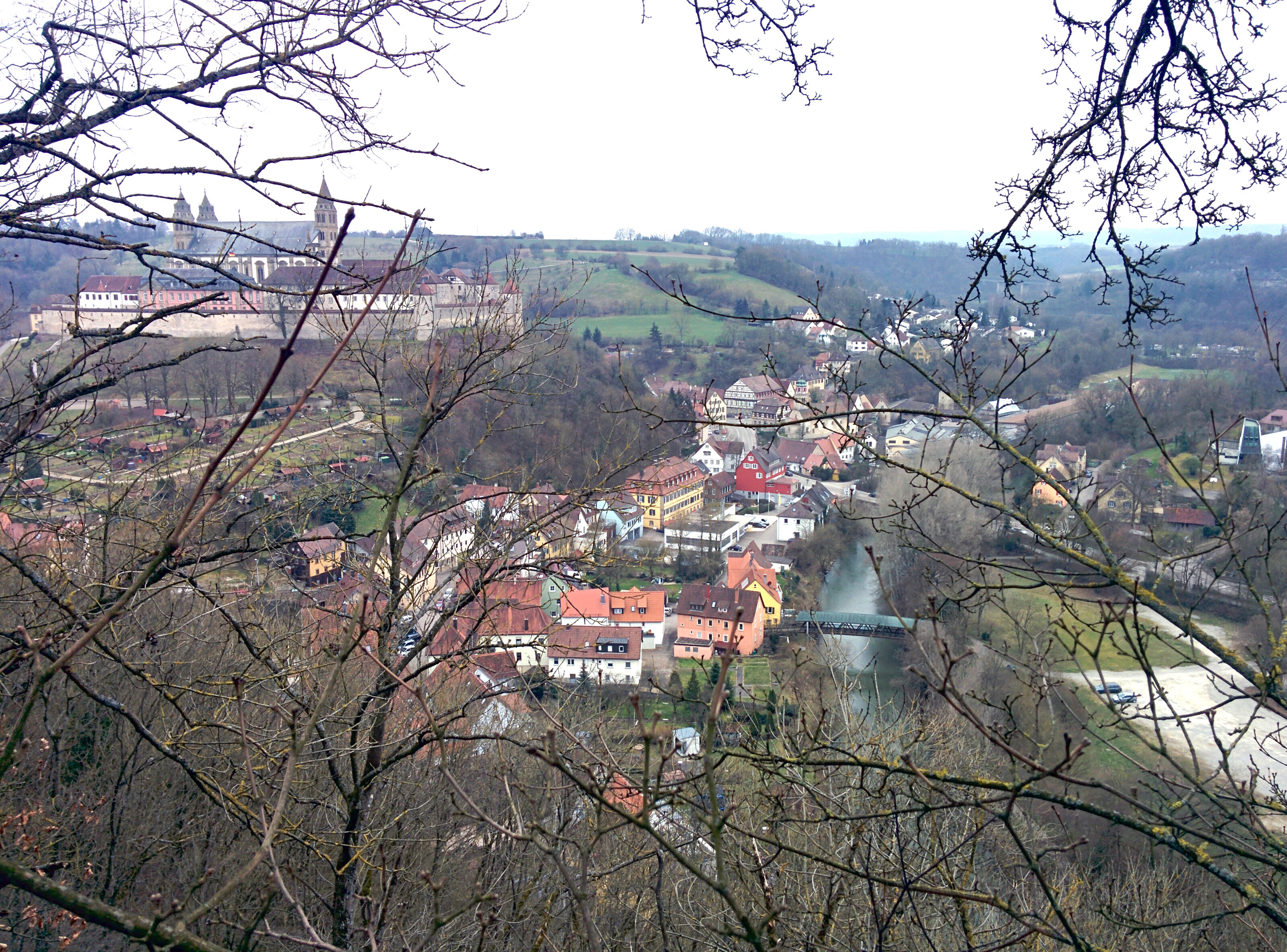
Blick von Norden auf Steinbach. Am linken Bildrand ist gut die Comburg zu sehen.

Steinbach ist ein Stadtteil der Kreisstadt Schwäbisch Hall in Baden-Württemberg.

## Geographie
Steinbach liegt im Kochertal etwa zwei Kilometer talaufwärts und südsüdöstlich des Stadtzentrums von Schwäbisch Hall zu Füßen der Comburg an der Mündung des Waschbachs in den Fluss. Der Siedlungskern liegt rechts des Flusses und im unteren Tal des zulaufenden Baches, das Teil einer alten rechten Talschlinge des Kochers ist, auf deren Umlaufberg die Comburg steht. Neuere Teile der Bebauung liegen in der Schlinge sowie an den und über beiden Flussufern.

## Geschichte
Der Ort (auch Steinwac, 1156) wurde als Burgweiler der Comburg gegründet. Es war ein Pfarrdorf im Kochertal. Um 1000 ist eine Kirche zum Hl. Johannes dem Täufer belegt. Sie gilt als Mutterkirche von St. Michael in Schwäbisch Hall. Vom romanischen Vorgängerbau hat sich noch der romanische Turm erhalten, der in den Neubau von 1717 integriert wurde. Im Ort ist auch ein Rat- und ein Schulhaus von 1736 belegt. In der Neustetterstraße am Tor nach Schwäbisch Hall stand eine Synagoge, ein einfacher Massivbau von 1809, der innen wie eine Basilika gestaltet war. 1811 wurde der jüdische Friedhof am linken flussabwärtigen Flusshang angelegt, gegenüber der Haller Stadtmühle. Im Jahre 1930 wurde Steinbach mit der Comburg sowie dem Einkorn, auf dem noch die Ruine einer ehemaligen Wallfahrtskapelle steht, nach Schwäbisch Hall eingemeindet. 1968 wurde die evangelische Martinskirche erbaut. Auf den Kocherwiesen von Steinbach wird jedes Jahr zum traditionellen Jakobimarkt ein Vergnügungspark errichtet.

## Persönlichkeiten
- August Grün (1847–1915), Brückenbau-Ingenieur und Unternehmer
- Max Kade (1882–1967), Pharmaunternehmer, Kunstsammler und Mäzen, geboren in Steinbach und 1929 zum Ehrenbürger der Gemeinde ernannt
- Eduard Hirsch (1896–1989), Verwaltungsbeamter, Landrat des Landkreises Heilbronn
- Matthias Slunitschek (* 1985), Verleger